# Suzana in starca (Artemisia Gentileschi, Pommersfelden)
Susanna in starca je slika iz leta 1610 italijanske baročne umetnice Artemisije Gentileschi. Trenutno visi v zbirki dvorca Weißenstein v Pommersfeldenu v Nemčiji. Delo prikazuje Suzano, ki ji je neprijetno, ko jo dva moška na skrivaj opazujeta, ko se umiva. To je bil priljubljen prizor za slikanje v času baroka. Vsebina te slike izhaja iz Danielove knjige.

## Opis

### Tema
Slika prikazuje dva starejša moška, ki vohunita za mlado žensko po imenu Suzana. Suzana se je nekega dne odpravila na vrt na kopel in v tem času je Suzanina gospodinja spustila oba starca, ki sta našla  Suzano. Starca sta nato od nje zahtevala spolne usluge. Suzana ju je zavrnila, vendar sta ji grozila, da bosta uničila njen ugled, če se ne bo premislila. Dva starca sta držala besedo in skušala uničiti Suzanin ugled, dokler se ni vmešal mladenič po imenu Daniel. Opazil je, da se nekatere podrobnosti v zgodbah obeh starcev ne ujemajo. Daniel je predlagal, da se oba starca zasliši ločeno. Ko so ju ločeno zaslišali, se njuni zgodbi nista ujemali in tako je bilo Suzanino ime očiščeno.

### Gentileschijina interpretacija
Umetnostna zgodovinarja Roberto Longhi in Andrea Emiliani sta se spraševala, kako bi Gentileschijeva v taki mladosti lahko naslikala prepričljivo žensko goloto. Spraševali so se ali je študirala žensko anatomijo ali je uporabila model, ker bi ga imel oče v svojem delovnem studiu, ki je bil v domu, modele, ki prihajajo in izhajajo iz njihovega družinskega doma.
Gentileschijevo so primerjali z drugimi umetniki, ki so naslikali isto temo. Ko je ona naslikala Suzano, jo je naredila, da ji je nerodno in neprijetno. To je storila tako, da je Suzaninemu telesu dodala zasuk. Pogosta primerjava s to sliko je različica Suzane in starcev Annibale Carraccija. Gentileschijeva in Carracci imata dva različna sloga pri rokovanju s Suzaninim telesom. Kot smo že omenili, je Gentileschijeva naredila Suzano nelagodno, hkrati pa jo je naredila tudi bolj ženstveno kot Carracci. Carraccijeva Suzana je bolj moška in ima erotizirano lepoto ter je dovzetna za pozornost starcev. Gentileschijeva se je prav tako odločila, da bo šla proti tipičnemu telesnemu tipu, ki je običajno prikazan v mnogih drugih različicah slik Suzane in starcev in je šla z bolj klasičnim slogom. Z izbiro bolj klasičnega sloga za Suzanino telo ustvarja bolj junaški občutek. Ker je Gentileschijeva to navpično naslikala, je starcema dovoljeno, da sta na vrhu, kar ju spremeni v temen element, ki lebdi nad prizorom in ustvarja občutek pritiska na Suzano. Gentileschijeva je ta prizor naslikala vsaj še dvakrat v življenju. Ko je prvič slikala ta prizor, so Roberto Contini, Germaine Greer, Suzana Stolzenwald in Mary D. Garrard domnevali, da je to sliko naslikala pod očetovim vodstvom. Res pa je tudi, da še noben umetnik ni raziskal psihološke razsežnosti te svetopisemske zgodbe, kar kaže na to, da Gentileschijin oče, tradicionalno usposobljeni umetnik, ni bil v nobeno pomoč pri oblikovanju te slike.

### Podpis
Podpis za to sliko je zadaj namesto spredaj. Gentileschijeva je podpisala samo devetnajst svojih slik. Za te podpise ni uporabila istega črkovanja ali oblike, ker v času, ko je bila še živa, ni bilo standardiziranega črkovanja. Te slike so Gentileschijevi pripisali zaradi pisma, ki ga je napisala. Umetnostni zgodovinarji so lahko podpis primerjali z njenim podpisom v pismu, ki ga je napisala za potrditev podobnega rokopisa. Vendar pa so se nekateri umetnostni zgodovinarji, kot je R. Ward Bissell, spraševali ali je ona dejansko podpisala svoje slike. V štirih dopisih, ki so še danes na ogled, njeno ime ni zapisano 'Gentileschi', kot bi bilo danes, v nekaterih od teh podpisov je črka "e" kot "i". 

### Gentileschijin slikarski slog
Gentileschijeva v veliko svojih slikah ni vključila krajine ali ozadja. Kot je prikazano na tej sliki, je edino v ozadju modro nebo. Šele sredi leta 1630  je začela dodajati ozadje ali krajino.

## Zgodovina

### Datacija
Vprašanje o datumu te slike se je začelo z vodnikom Joespha Hellerja za zbirko Pommersfelden leta 1845. Umetnostni zgodovinar Rave je dejal, da je zadnja številka videti kot 6 ali 9, zato bi datum lahko bil 1616 ali 1619. Po drugi strani pa so umetnostni zgodovinarji, kot je Rose-Marie Hagen, rekli, da je 0 in datum je bil točen 1610. To sliko je leta 1970 rentgenizirala Suzana P. Sack in potrjeno je bilo, da je datum na tej sliki pravi, to je 1610. Te podatke je nato pozneje objavila Marija. D Garrard leta 1982 in večina učenjakov je te podatke sprejela kot pravilne. Datum te slike je pomemben, saj bi jo, če bi bila narejena leta 1616 ali 1619, dal v florentinsko obdobje, a ker je bila slika narejena leta 1610, je ta slika nastala v rimskem obdobju. Celo v Gentileschijino rojstno leto sta podvomila dva umetnostna zgodovinarja, Roberto Longhi in Andrea Emiliani; to je bilo zato, ker je bil na njen rojstni datum napačna identifikacija. Te podatke je umetnostni zgodovinar R. Ward Bissell popravil leta 1968, ko je našel javno evidenco o Gentileschijinem rojstnem letu.

### Očetove smernice
Gentileschijin oče Orazio Gentileschi je bil eden prvih ljudi v Italiji, ki je slikal v  Caravaggiovem slogu. Ker je bil oče njen prvi učitelj, ni bilo presenetljivo, da je Gentileschijeva slikala v podobnem slogu. Umetnostni zgodovinarji imajo glede te različice Suzane in starcev različna mnenja. Eno od mnenj izhaja od Marry D. Garrard, ki meni, da predstavlja redko vizualno žensko, ki je bila žrtev. To je zato, ker Garrardova verjame, da bi bila slika lahko povezana z odpornostjo Gentileschijeve na spolno nadlegovanje, ki ga je prejela od moških v svoji skupnosti, preden jo je Agostino Tassi posilil. Na drugi strani je Gianni Papi izjavil, da naj bi starca zastopala njenega očeta in njenega drugega učitelja Tassija, saj se misli, da se je nadlegovanje nad njo dogajalo v letih pred posilstvom in sojenjem. Če bi jo v letih pred sojenjem nadlegoval Tassi, bi Gentileschijeva lahko na tej sliki upodobila svoje občutke nadlegovanja. Vendar pa noben dokaz ne potrjuje nobenega mnenja.

## Učinek
Umetnica Kathleen Gilje je ustvarila umetniško delo na podlagi Gentileschijeve slike, v kateri je naredila eno, bolj nasilno različico v svinčeni barvi, nato pa po vrhu naslikala kopijo Gentileschijinega izvirnika. Rentgen Giljeve slike prikazuje Gentileschijino različico Suzane, ki prekriva različico, ki prikazuje bes in bolečino žrtev posilstva. Gilje je ta del naslovila Suzana in obnovljena starca (rentgen, 1998).